# Rhaphiolepis ferruginea
Rhaphiolepis ferruginea là loài thực vật có hoa trong họ Hoa hồng. Loài này được F.P. Metcalf miêu tả khoa học đầu tiên năm 1939.